# Phoebis etiolata
Phoebis etiolata is een vlinder uit de familie van de witjes (Pieridae). De wetenschappelijke naam van de soort is voor het eerst geldig gepubliceerd in 1927 door Forbes.